# Барбара Фелдон
Барбара Фелдон (англ. Barbara Feldon; нар. 12 березня 1933, Батлер, Пенсільванія, США) — американська акторка і модель. Відома, у першу чергу, щодо участі в телесеріалі «Напруж звивини».

## Ранні роки
Барбара Фелдон закінчила Технологічний інститут Карнегі (нині Університет Карнегі — Меллон) в 1955 році в ступені бакалавра в галузі драматичного мистецтва. Незабаром після цього вона завоювала головний приз в телегрі «Питання на $64,000» на тему про Вільяма Шекспіра.

## Кар'єра
Після своєї роботи моделі, Фелдон перейшла на комерційне телебачення «Top Brass». Барбара Фелдон знімалася в телесеріалах, таких, як «Twelve o'clock High», «Flipper» і «The Man from U. N. C. L. E.». Після цього Фелдон зіграла роль Агента 99 у шпигунському комедійному телесеріалі «Напруж звивини», напарницю Агента 86 (Дон Адамс). Вона грала роль протягом усього серіалу з 1965 до 1970 року, зіграла в 137 зі 138 серій. Фелдон була номінована на здобуття премії «Еммі» як «краща акторка комедійного серіалу» в 1968 і 1969 роках, а також отримала премію в номінації «найбільш довгограюча акторка серіалу». З цього часу Дон Адамс став кращим другом Фелдон.
У 1964 році Барбара Фелдон зіграла з Саймоном Оклендом і Крейгом Стівенсом в епізоді «Спробуйте знайти шпигуна» короткого серіалу «Містер Бродвей» телеканалу «CBS».
З 1967 до 1969 роки Барбара Фелдон знімалася в серіалі «The Smothers Brothers Comedy Hour», де зіграла саму себе (камео).
Подальша Фелдон грала в телесеріалах «Rowan & martin's Laugh-In», «Griff», «Cheers» і «Mad About You», фільмах «Fitzwilly» (1967), і «Посмішка» (1975), і в якості закадрового голосу — «The Dinosaurs! Flesh on the Bone» (1993).
Вона знову зіграла роль Агента 99 в телесеріалі «Напруж звивини, знову» (1989) і в короткому серіалі також під назвою «Напруж звивини» в 1995 році.
За роль Агента 99 Фелдон була визнана у 2004 році «самим стильним таємним агентом».
Останніми, на цей момент, проєктами, де знімалася Барбара Фелдон, є «Biography» і «The 100 Greatest TV Quotes & Catchphrases».

## Особисте життя
Фелдон — це прізвище актриси відтоді, як вона вийшла заміж за Люсьєна Верду-Фелдона у 1958 році. Вони розлучилися в 1967 році через зростаючу наркозалежність Люсьєна.
У 1968 році, живучи в Лос-Анджелесі, вона розпочала 12-річні стосунки з продюсером «Напруж звивини» Бертом Ноделлою.
Після припинення стосунків, вона переїхала до Нью-Йорку, де нею у 2003 році була написана книга «Living Alone and Loving It». Вона рідко з'являється на телеекранах, багато часу проводить у колі сім'ї та друзів.

## Вибрана фільмографія
| Рік  |   | Українська назва   | Оригінальна назва       | Роль                      |
| ---- | - | ------------------ | ----------------------- | ------------------------- |
| 1965 | с | Агенти U.N.C.L.E.  | The Man from U.N.C.L.E. | Менді Стівенсон           |
| 1991 | с | Будьмо             | Cheers                  | Лорен Гадсон              |
| 1993 | с | У захваті від тебе | Mad About You           | Діана «шпигунка» Колдвелл |